# Setter anglès
|  | Per a altres significats, vegeu «Setter (motocicleta)». |

El Setter anglès és un gos de mostra originari d'Anglaterra, resistent i atlètic que forma part de la família Setter, juntament amb el Setter irlandès roig, el Setter irlandès roig i blanc i el Gordon Setter.

## Història
Els orígens del setter daten de finals de l'edat mitjana a França. No es coneixen bé els seus orígens, però com Laverack diu en el seu llibre "Els Setter". El setter ja existia abans que el pointer a Anglaterra, per la qual cosa, en la creació del setter no es va utilitzar sang de pointer, com alguns afirmen.
Va ser dut a Anglaterra, on es van separar diferents estirps de setter: el gal·lès o Setter de Llandidloes, el setter anglès, el setter irlandès, el setter blanc i roig, el Gordon setter i l'Ossulton setter. El setter anglès actual neix al segle xix gràcies als esforços de l'anglès Edward Laverack (1789-1877), aficionat a la caça i que va criar setter durant més de mig segle de manera totalment endogàmica a partir d'una parella obtinguda el 1825. L'any 1874 va publicar un llibre amb l'estàndard del setter anglès. Com que els concursos de bellesa apareixen poc abans de la seva mort, Laverack només va assolir dos gossos campions d'aquests concursos. A la seva mort només posseïa cinc exemplars de la raça, però havia difós la sang dels seus gossos per mig món.
El treball d'Edward Laverack va ser continuat pel seu amic Richard Purcell Llewellin (1840-1925), que va comprar diversos gossos a Laverack i va crear la seva pròpia línia, barrejant-los amb Gordon setter, setter irlandesos i setter anglesos d'altres cuidadors, assolint una línia de gran bellesa, una mica més petits que els de Laverack, però incansables i immillorables per al treball en el camp. Actualment, es consideren dues línies en el Setter anglès: la primera, amb gossos més grans, amb grans serrells aptes per als concursos de bellesa, i una altra de gossos més petits, immillorables per al treball en el camp. A aquesta última, moltes vegades se li dona el nom de Setter Llewellyn.
L'any 1890 es va fundar el primer club d'aquesta raça, l' English Setter Club.

## Característiques
És un gos mitjà, amb una altura en creu que varia entre 55–65 cm en femelles i 57–68 cm en els mascles i amb un pes que oscil·la entre els 25 a 30 kg. Té una esperança de vida 'entre 10 i 12 anys.
El seu pèl és el que més crida l'atenció: posseeix una capa de pèl llarg i sedós lleugerament ondat, amb llargs serrells en les quatre potes que gairebé li arriben fins als peus. El color del pèl varia, i es parla de Blue Belton quan és blanc i negre, Orange Belton quan és blanc i taronja (encara que depenent de la intensitat de color podríem estar parlant de Lemon Belton o de Liver Belton), i Tricolor quan és blanc, negre i taronja. A més dels colors també varia la quantitat de taques, podent ser un Blue Belton gairebé negre o gairebé blanc, depenent de com estiguin distribuïdes les seves taques. (Belton és una ciutat de Northumberland, i també es denomina així al tipus de plapes dels setters, per culpa del fet que va ser el que va usar Laverack). El seu pèl necessita grans cures perquè llueixi bé. Per a estar segurs que és un setter anglès autèntic, les taques no han de formar grans taques al cos i s'han de distribuir per tot el cos.
El cap ha de ser lleugerament ovalat amb un musell allargat i mostrar un cisellat sota els ulls, que ha de ser de color fosc amb una expressió amable i suau. Les orelles estan cobertes per un pèl fi i sedós. Té un coll llarg i musculós, espatlles ben inclinades i un pit de bona profunditat. El cos és d'una longitud moderada proporcional a la seva alçada i té els quarts posteriors forts i potents. Porta la cua en línia amb l'esquena i la cua ha de ser prou llarga per arribar als garrons.
Els setters anglesos són gossos enèrgics, orientats a les persones, que són molt adequats per a famílies que els poden donar atenció i activitat,o per treballar amb un caçador, on tenen una feina a fer. Són gossos actius que necessiten molt d'exercici i es recomana fins a dues hores al dia d'exercici.A l'interior, la raça es descriu com a "intensament amable", "de bon caràcter" i "adora els visitants i està especialment contenta amb els nens"..
Els setters anglesos són molt intel·ligents i es poden entrenar per realitzar qualsevol tasca que pugui fer una altra raça, amb l'excepció de la ramaderia. Tanmateix, no sempre són fàcils d'entrenar, ja que el seu instint natural d'ocells tendeix a distreure'ls en entorns a l'aire lliure. El seu temperament es considera suau i anglès. Els setters poden ser molt sensibles a les crítiques, els mètodes d'entrenament de reforç positiu que fan servir llaminadures i elogis funcionen millor quan realitzen un entrenament bàsic.

## Salut
Com la resta de races de gossos, el Setter Anglès poden patir problemes de paràsits, tant externs (puces, àcars, pitarres) com interns (cucs, tenies, anquilòstoms o cucs del cor). També pot patir de qualsevol malaltia com parvovirosi, al·lèrgies, malalties dels ulls (cataractes, conjuntivitis, glaucoma), ràbia, leptospirosi, brom, leishmània… però hi ha malalties que són més específiques d'aquesta raça, com la displàsia de maluc: consisteix en un desenvolupament defectuós de l'articulació entre el maluc i el fèmur, normalment a causa de causes genètiques, habitual en els gossos de talla mitjana i gran. En els setter, a part de per la seva grandària, és una malaltia comuna per la seva extraordinària mobilitat. La solució a aquest problema habitualment és la cirurgia. Un altre problema freqüent és patir algun trencament en la cua (per culpa de la seva mobilitat i que estan contínuament agitant la cua, és comú el trencament d'aquesta en picar amb alguna cosa). L'esperança de vida d'un setter anglès és d'uns dotze anys.

## Caça
L'especialitat del setter anglès és la recerca de peces en camp obert. De fet, els primers setters s'usaven en els erms d'Anglaterra explorant el terreny per davant del caçador. A causa del seu caràcter infatigable i a la seva resistència cobreix una gran quantitat de terreny. A més posseeix un gran olfacte, i és capaç de detectar una presa fins i tot hores després que aquesta hagi passat. S'empra sobretot per a la caça d'aus tals com la perdiu i, sobretot, la becada de la qual és el mestre. Gràcies al fet que li agraden les tolles, també es fa servir per a la caça d'aus aquàtiques.

## Galeria

English Setter
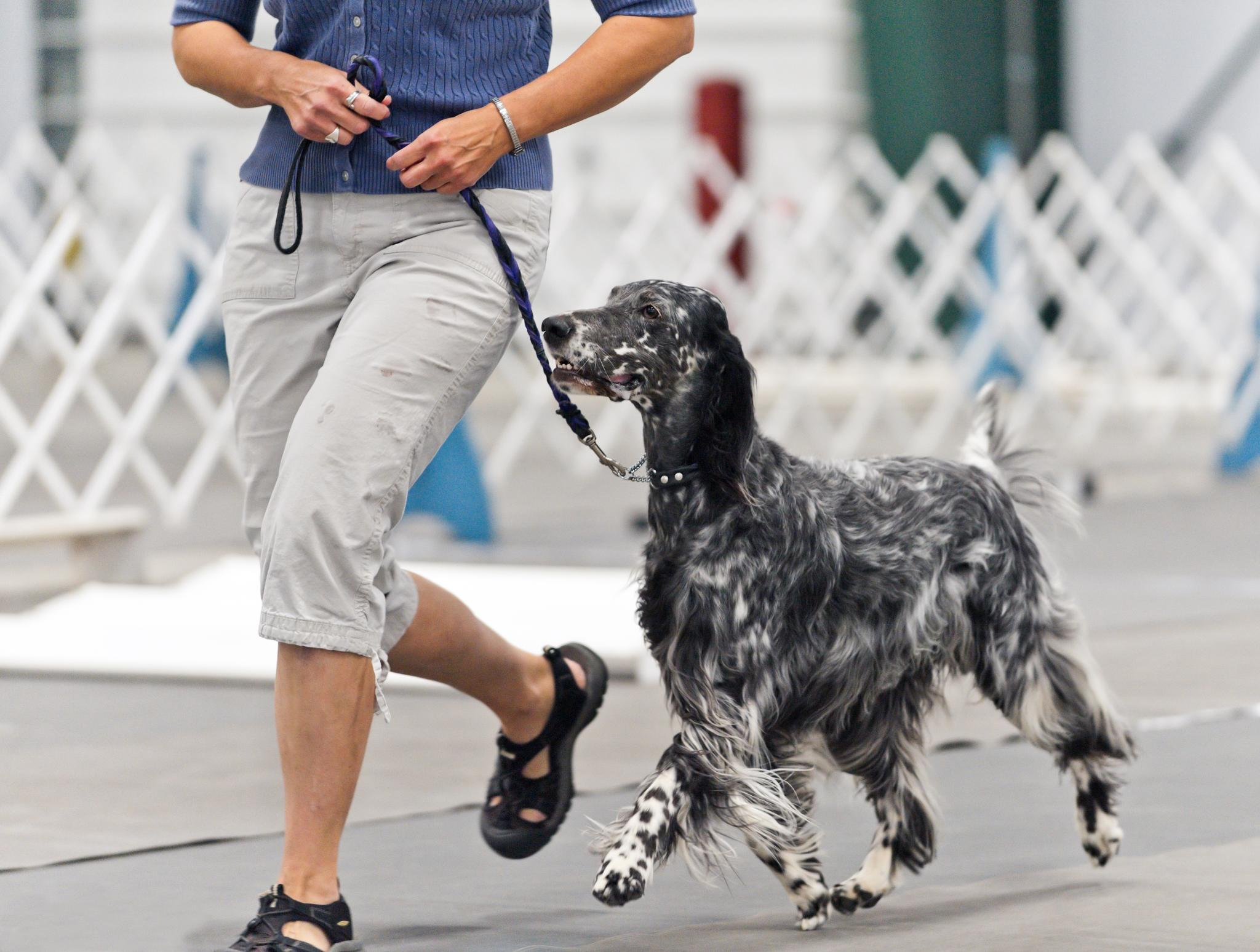
Un blue belton English Setter
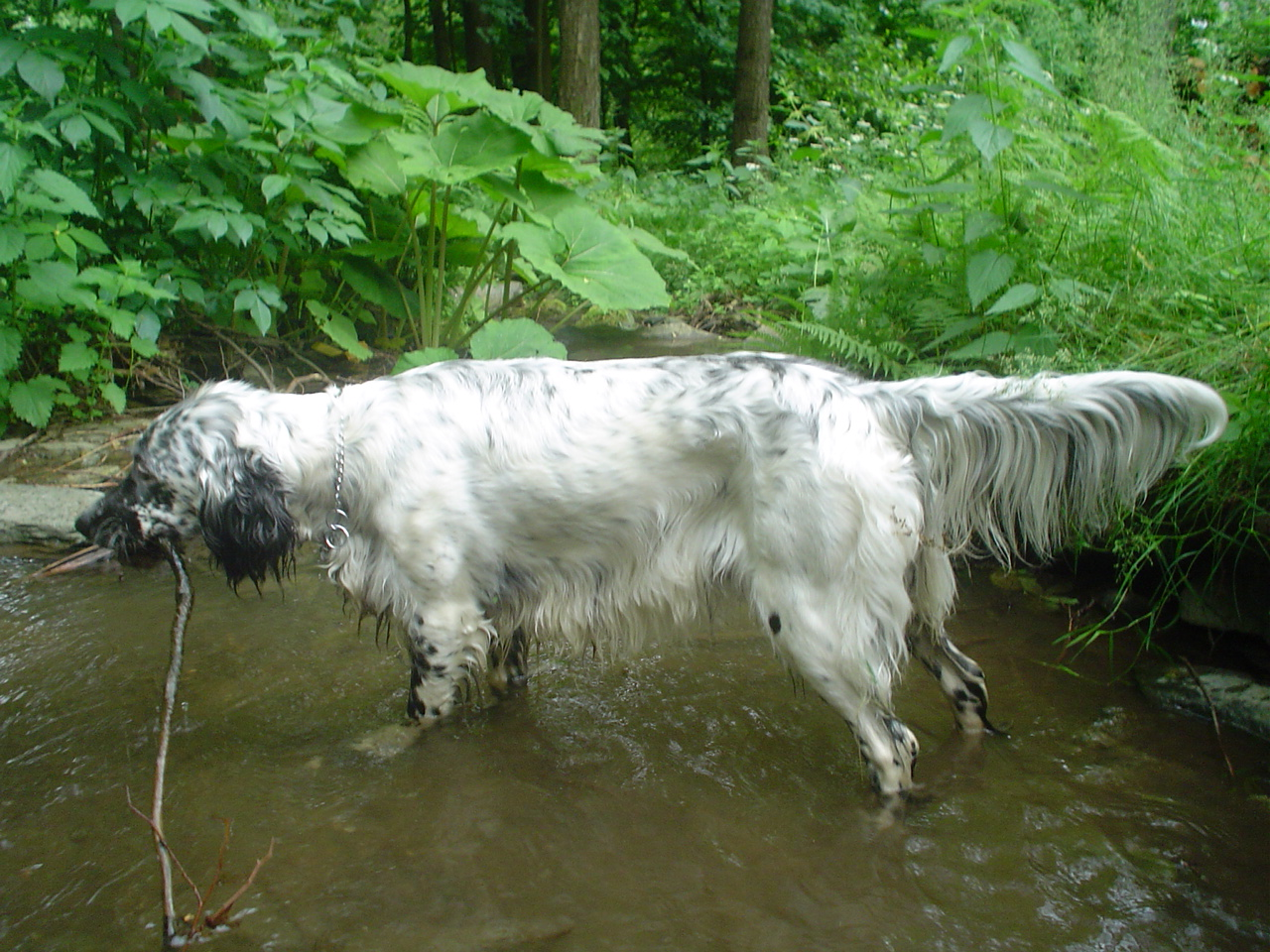
La cua d'un setter anglès té una llarga ploma.
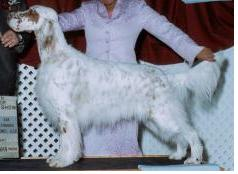
Pelatge blanc amb taques taronges
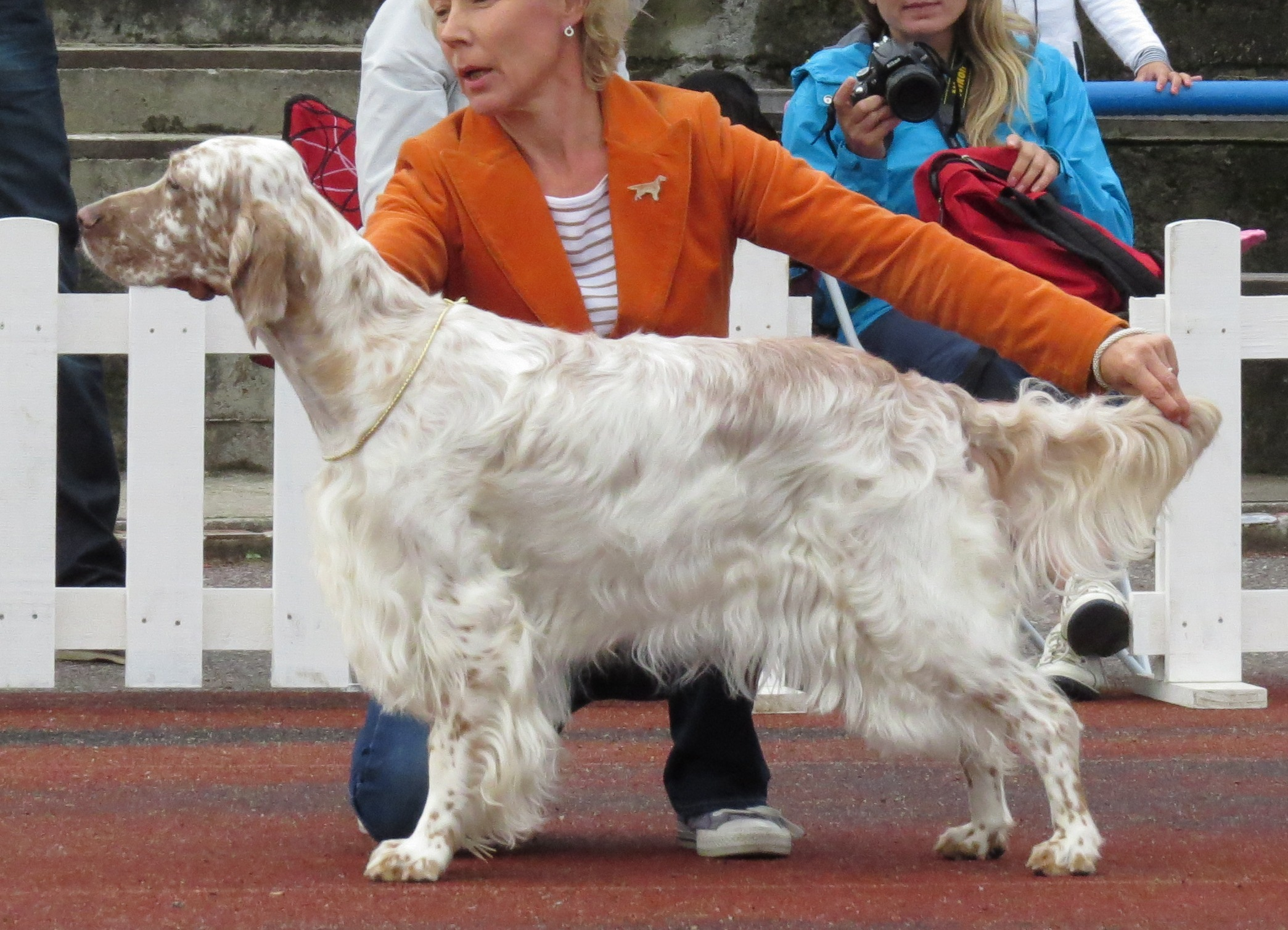
un orange belton